# Nạn diệt chủng người Duy Ngô Nhĩ
Những người chỉ trích cách đối xử của Trung Quốc với người Duy Ngô Nhĩ cáo buộc chính phủ Trung Quốc tuyên truyền chính sách Hán hóa ở Tân Cương trong thế kỷ 21, họ coi chính sách này là một cuộc diệt chủng văn hóa của người Duy Ngô Nhĩ, và một số nhà hoạt động nhân quyền phương Tây gọi đó là diệt chủng. Phía chính phủ Trung Quốc thì phủ nhận các cáo buộc này và gọi đó là sự xuyên tạc nhằm làm mất ổn định an ninh Trung Quốc.
Các nhà phê bình đã nhấn mạnh sự tập trung của người Duy Ngô Nhĩ trong các trại cải tạo do nhà nước tài trợ, việc cấm các hoạt động tôn giáo của người Duy Ngô Nhĩ, và những lời cáo buộc vi phạm nhân quyền bao gồm cưỡng bức triệt sản và ép buộc ngừa thai.  Các nhà chức trách Trung Quốc xác nhận rằng tỷ lệ sinh đã giảm gần 1/3 trong năm 2018 ở Tân Cương, nhưng thông báo rằng đó là kết quả của việc phụ nữ muốn sinh ít con hơn, và bác bỏ các cáo buộc về việc cưỡng bức triệt sản.
Các phản ứng quốc tế thì không thống nhất. 54 quốc gia thành viên Liên hợp quốc (LHQ) ủng hộ các chính sách của Trung Quốc ở Tân Cương, và 39 nước lên án họ.  Vào tháng 7 và tháng 8 năm 2020, các nhóm nhân quyền đã gửi đơn đề nghị Tòa án Hình sự Quốc tế và Hội đồng Nhân quyền Liên hợp quốc điều tra các quan chức Trung Quốc vì các cáo buộc tội ác chống lại loài người và diệt chủng. Đơn đề nghị đã không được chấp thuận